# The Malloys

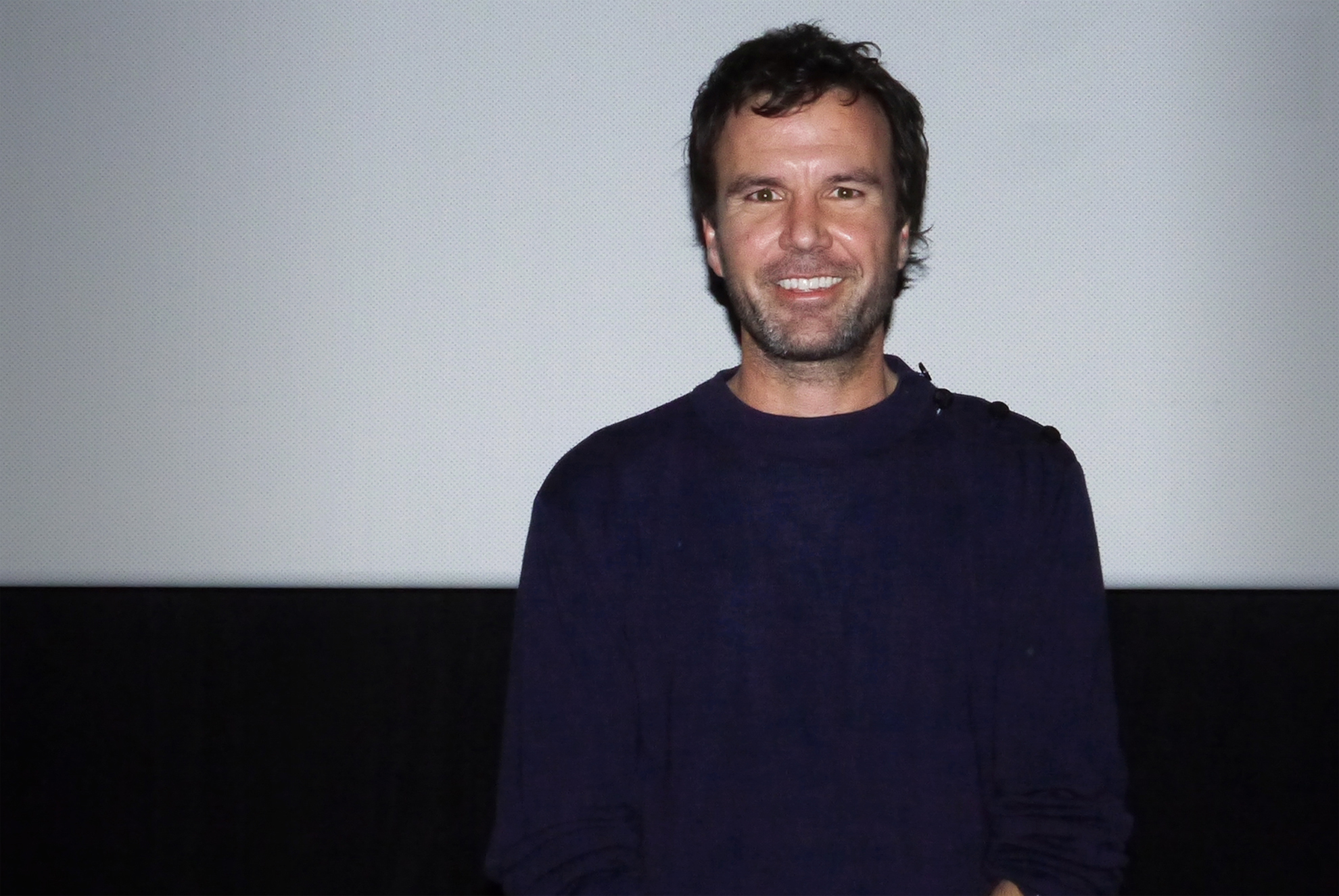
Emmett Malloy en México, en 2014.

The Malloys es el nombre artístico de los directores de videoclips y películas y hermanos Emmett Malloy and Brendan Malloy. Trabajan para la productora HSI.

## Videografía
- "Holiday" de Vampire Weekend (2010)
- "Love Dealer" de Esmée Denters ft. Justin Timberlake (2010)
- "Blah Blah Blah" de Kesha ft. 3OH!3 (2010)
- "Giving Up The Gun" de Vampire Weekend (2010)
- "Substitution" de Silversun Pickups (2009)
- "Hate Everyone" de Say Anything (2009)
- "Community Property" de Steel Panther (2009)
- "Fallin' for You" de Colbie Caillat (2009)
- "Here We Go Again" de Demi Lovato (2009)
- "Paranoid" de Jonas Brothers (2009)
- "Don't Wanna Cry" de Pete Yorn (2009)
- "Sooner or Later" de N*E*R*D (2009)
- "Troublemaker" de Weezer (2008)
- "Dig Out Your Soul in the Streets" (cortometraje) de Oasis (2008)
- "Single Fins & Safety Pins" de Japanese Motors (2008)
- "Caravan Girl" de Goldfrapp (2008)
- "Cigarette Eyes" de Matt Costa (2008)
- "Always Where I Need to Be" de The Kooks (2008)
- "Love Is Free" de Sheryl Crow (2008)
- "Always Be" de Jimmy Eat World (2008)
- "La La Land" de Demi Lovato (2008)
- "Burnin' Up de Jonas Brothers (2008)
- "You Don't Know What Love Is (You Just Do as You're Told)" de The White Stripes (2007)
- "Icky Thump" de The White Stripes (2007)
- "Built to Last" de Mêlée (2007)
- "Hang Me Up to Dry" de Cold War Kids (2007)
- "Girlfriend" de Avril Lavigne (2007)
- "Work It Out" de Jurassic 5 ft. Dave Matthews Band (2006)
- "The Adventure" de Angels & Airwaves (2006)
- "Face up" de Ted Lennon (2006)
- "Cold December" de Matt Costa (2006)
- "Dimension" de Wolfmother (2006)
- "Upside Down" de Jack Johnson (2006)
- "Better Together" de Jack Johnson (2006)
- "Mind's Eye" de Wolfmother (2005)
- "I'm Feeling You" de Santana (2005)
- "Landed" de Ben Folds (2005)
- "My Doorbell" de The White Stripes (2005)
- "Don't Phunk With My Heart" de Black Eyed Peas (2005)
- "Sitting Waiting Wishing" de Jack Johnson (2005)
- "He Wasn't" de Avril Lavigne (2005)
- "New Slang" (version 2) de The Shins (2005)
- "Afternoon Delight" de Will Ferrell (2004)
- "Cold and Empty" de Kid Rock (2004)
- "Last Summer" de Lostprophets (2004)
- "The Unnamed Feeling" de Metallica (2004)
- "Shut Up" de Black Eyed Peas (2003)
- "Diamonds on the Inside" de Ben Harper (2003)
- "St. Anger" de Metallica (2003)
- "Drowning" de Crazy Town (2003)
- "Head On Collision" de New Found Glory (2002)
- "The Taste of Ink" de The Used (2002)
- "Crew Deep" de Skillz (2002)
- "Now" de Def Leppard (2002)
- "Falling for You" de Student Rick (2002)
- "Complicated" de Avril Lavigne (2002)
- "My Friends Over You" de New Found Glory (2002)
- "Attitude" de Alien Ant Farm (2002)
- "Amber" de 311 (2002)
- "First Date" de Blink-182 (2002)
- "Another Perfect Day" de American Hi-Fi (2001)
- "The Rock Show" de Blink 182 (2001)
- "Lipstick and Bruises" de Lit (2001)
- "You're a God" de Vertical Horizon (2001)
- "A Little Respect" de Wheatus (2001)
- "Breakout" de Foo Fighters (2000)
- "Responsibility" de MxPx (2000)

## Películas
- Out Cold (2001)
- Thicker Than Water (2000)